# 덴마크 왕립 해군

덴마크 왕립 해군(덴마크어: Søværnet)은 덴마크군의 해상 기반 계통이다. RDN은 주로 해상 방어와 덴마크 영해(페로 제도 및 그린란드 포함)의 주권 유지를 담당한다. 다른 임무로는 감시, 수색 및 구조, 쇄빙, 기름 유출 복구 및 예방, 국제 임무 및 군대에 대한 기여 등이 있다.
덴마크가 노르웨이와 연합하고 있던 1509~1814년 동안 덴마크 해군은 단노르웨이 해군의 일부였다. 1801년에 해군이 코펜하겐화될 때까지, 그리고 다시 1807년에 해군은 유럽 지역에서 중요한 전략적 영향력을 행사했지만, 그 이후로 정부 정책의 변화로 그 규모와 영향력이 급격히 감소했다. 그럼에도 불구하고 해군은 현재 냉전 종식 이후 취역한 다수의 최첨단 대형 선박을 보유하고 있다. 이는 발트해에 대한 접근을 통제하는 NATO 회원국으로서의 전략적 위치로 설명될 수 있다.
덴마크 해군 선박은 덴마크어로 선박 접두어 KDM(Kongelige Danske Marine)을 사용하지만 영어에서는 HDMS(Her/His Danish Majesty's Ship)로 번역된다. 덴마크는 해군이 잠수함을 배치하지 않는 많은 NATO 회원국 중 하나이다. 그러나 역사적으로 덴마크가 이를 운용해왔으며, 이 잠수함은 협력방위협정 및 구조조정의 일환으로 2004년에 퇴역했다. 덴마크 왕립 해군은 수년 동안 다양한 유형의 잠수함, 순찰선, 지뢰 찾기, 미사일 보트, 호위함 등 다양한 선박을 운용해 왔다. 또한 다양한 항공기를 운용했으며, 예를 들어 수색 및 구조 임무와 수송을 위해 헬리콥터를 사용하는 것도 임무의 일부였다.